# Stacklands
 (janvier 2025).
Stacklands est un jeu de simulation basé sur des cartes de jeu, développé et publié par le développeur indépendant Sokpop Collective, sorti le 31 mars 2022 pour Microsoft Windows et MacOS. Pour bâtir des villages, le joueur doit empiler des cartes afin de créer des ressources, construire des bâtiments et combattre des créatures.

## Système de jeu
Stacklands est un jeu de construction de villages à partir de cartes, mais aussi de gestion et de survie. Il comprend aussi des éléments de jeu de rôle, des générations de niveaux et également une menace de mort permanente (roguelike). Le joueur déplace les cartes sur un plateau et les empile les unes sur les autres afin qu'elles puissent interagir entre elles et créer des ressources, collecter de la nourriture, construire des structures et se battre contre des créatures. Par exemple, mettre une carte villageois sur une carte buisson permet de récolter pendant un certain temps les baies de ce buisson. Le jeu commence avec un seul villageois et quelques ressources à partir desquelles le joueur construit et agrandit un village au fil du temps.
Les cartes peuvent être vendues à tout moment pour de l'argent, lui-même représenté par des cartes, mais qui ne peuvent être vendues. L'argent peut ensuite être utilisé pour acheter différents packs de cartes. Les packs contiennent de multiple cartes qui peuvent être utilisées pour, entre autres, agrandir le village.
Le jeu comporte plus de trois cents cartes à collecter, plusieurs d'entre elles ajoutées à la suite de mises à jour. Toutes les cartes peuvent être vues dans la cartopédie du jeu, qui les regroupe en diverses catégories. Une de ces catégories nommée « Idées » regroupe des cartes agissant comme des recettes qui expliquent au joueur comment créer une nouvelle carte. Les Packs de nouvelles cartes sont débloquées en achevant des quêtes ou différentes tâches qui font office d'étapes clés et d'indications pour guider le joueur.
À la fin de chaque Lune (temps imparti pendant lequel le joueur peut déplacer ses cartes, créer de nouvelles ressources, etc.), les villageois ont besoin de se nourrir. S'il n'y a pas assez de nourriture, ceux n'ayant pas reçu une quantité alimentaire suffisante vont mourir affamés, laissant derrière eux un corps. Le jeu propose une option qui permet d'avoir des lunes plus ou moins longues, changeant donc la difficulté.
Tout au long du jeu, des créatures ennemies apparaissent, par exemple à travers des portails qui se montrent souvent à la fin d'une Lune ou qui peuvent se cacher dans des packs de cartes. Les villageois rentrant en contact avec les créatures ennemies engagent automatiquement une bataille qui peut entraîner la mort. Le joueur peut améliorer l'habilité de combat de ses villageois en leur donnant des armes ou en les faisant se battre entre eux pour qu'ils s'entraînent. Les ennemis vaincus laissent souvent tomber des cartes comme butin. Il y a également la possibilité d'activer le « mode pacifique » dans lequel aucun ennemi n'apparaît.
Le but ultime du jeu est de vaincre un ennemi particulièrement fort qui apparaît après avoir apporté un certain objet jusqu'à un bâtiment spécifique. La partie du joueur peut se terminer à n'importe quel moment si tous ses villageois meurent.

## Développement
Le 90e jeu, développé grâce au moteur de jeu Unity, de Sokpop Collective (basé à Utrecht aux Pays-Bas) dans le cadre de leur modèle d'abonnement mensuel sur Patreon, intitulé Stacklands, sort sur Microsoft Windows et MacOS le 31 mars 2022.
En avril 2022, un contenu téléchargeable additionnel du jeu est annoncé. Cursed Worlds sort le 25 juillet 2023.
Un deuxième DLC intitulé Stacklands 2000 est sorti le 30 octobre 2024. L'extension a introduit des éléments industriels dans le jeu, développant les mécanismes d'automatisation et les systèmes de gestion du bien-être des villageois.

## Accueil
Christopher Livingston écrit en faveur du jeu dans PC Gamer, tout comme Alice O'Connor dans Rock, Paper, Shotgun. Pour Polygon, Nicole Clark décrit le jeu « comme l'un des roguelites à base de cartes les plus immédiatement accessibles et attrayants auxquels j'ai joué cette année » Dans un résumé des meilleurs jeux de cartes pour Windows, PCGamesN le décrit comme « un jeu de cartes idéal pour s'occuper le temps d'un weekend ».
Stacklands est sélectionné dans la catégorie « meilleur design » au lors de la 25e édition du Independent Games Festival, et dans les catégories « meilleur jeu », « meilleure innovation » et « meilleur design de jeu » aux Dutch Game Awards, où il remporte le prix de la « meilleure innovation, » et pour son développeur, Sokpop Collective, le Prix de l'Excellence.